# تپه گورستان هق
تپه قبرستان هق مربوط به سدهٔ ۶ تا ۸ ه.ق است و در شهرستان اشنویه، بخش نالوس، دهستان هق، روستای هق واقع شده و این اثر در تاریخ ۲۸ شهریور ۱۳۸۶ با شمارهٔ ثبت ۱۹۶۲۹ به‌عنوان یکی از آثار ملی ایران به ثبت رسیده است.